# A bál
A bál – drugi album studyjny zespołu Pál Utcai Fiúk, wydany w roku 1991 na płycie kompaktowej i kasecie magnetofonowej.
W 1997 roku ukazało się wznowienie na płycie kompaktowej nakładem Auto Foto, a w 2009 drugie nakładem Megadó Kiadó.
Utwór "Neked Írom A Dalt" jest coverem piosenki autorstwa zespołu Locomotiv GT. Piosenka "Csak Úgy Csinál" z debiutanckiego albumu została dodany jako bonus na pierwsze wydanie CD z 1991 roku (oraz wznowienie z 2009 roku).
Do piosenek "A Bál" i "Másnap” nakręcono wideoklipy, z czego utwór tytułowy zyskał ogromną popularność w całym kraju.

## Lista utworów
1. „A Bál” (Gábor Leskovics) - 3:22
2. „Ilyen Egy Férfi” (Gábor Leskovics) – 3:57
3. „Jégkirálynő” (Gábor Leskovics/György Turjánszki) – 4:39
4. „Szombat Éjszaka” (Gábor Leskovics/György Turjánszki)  – 3:57
5. „Fiatal Lányok” (Gábor Leskovics) – 4:31
6. „A Tánc” (Gábor Leskovics/György Turjánszki) – 4:54
7. „Közel Az Éjfél” (Gábor Leskovics) – 6:36
8. „Követem A Fényt” ((Gábor Leskovics/György Turjánszki)  – 4:17
9. „Neked Írom A Dalt” (Anna Adamis/Gábor Presser) – 5:28
10. „Másnap” (Gábor Leskovics) – 5:07
11. "Csak Úgy Csinál" (Tibor Firningel/Gábor Leskovics) – 4:52

## Twórcy
- György Turjánszki – gitara basowa, perkusja, syntezator, śpiew
- Tibor Zelenák – perkusja
- Ernő Papp – gitara, śpiew
- Szabolcs Bördén - instrumenty klawiszowe
- Tamás Eőry – saksofon, śpiew
- Anikó Potondi - śpiew
- Gábor Leskovics - gitara, śpiew

realizacja
- Péter Rozgonyi - miks, realizacja[1][2][3]